# Dermatocarpon meiophyllizum
Dermatocarpon meiophyllizum är en lavart som beskrevs av Vain. Dermatocarpon meiophyllizum ingår i släktet Dermatocarpon och familjen Verrucariaceae.  Arten är reproducerande i Sverige. Inga underarter finns listade i Catalogue of Life.